# Bartolomeo Ferrari
Bartolomeo Ferrari (Milà, 1499 - 1544) va ser un religiós italià que, juntament amb Sant Antoni Maria Zaccaria i Giacomo Antonio Morigia va fundar els ordes dels Clergues Regulars de Sant Pau i les Germanes Angèliques de Sant Pau en 1531. Ha estat proclamat venerable per l'Església Catòlica.

## Biografia
Havia nascut en una família noble de Milà, educant-se com li corresponia. En 1524 va tenir lloc una epidèmia de pesta a Milà: les autoritats havien abandonat la ciutat i la mortandat era gran. Ferrari va restar-hi i va dedicar la seva fortuna a ajudar els malalts que no podien marxar, a més de lliurar-se personalment a la seva assistència. A partir de llavors, volgué consagrar-se a la vida religiosa.
En 1530 va conèixer Antoni Maria Zaccaria i Giacomo Antonio Morigia, i van decidir de fundar un institut dedicat a la perfecció del clergat (els Clergues Regulars de Sant Pau), a més d'un de femení de religioses de vida activa (les Angèliques de Sant Pau) i una congregació de laïcs (els Laïcs de Sant Pau) per a fer apostolat entre les persones casades.
El que quedava dels seus béns i el seu prestigi personal van fer molt servei perquè l'orde fos ràpidament reconegut i aprovat. Va destacar per la seva lluita contra la corrupció dels costums i per la seva dedicació a la instrucció dels nens en la vida cristiana. En 1542, succeí a Morigia com a superior de l'orde. Morí a Milà el 25 de novembre de 1544, als 45 anys. El seu cos va ser enterrat a San Paolo delle Angeliche, on llavors hi havia també el de Sant Antoni Maria Zaccaria.

## Veneració
Aviat va ser venerat com a persona santa, però el decret d'Urbà VIII de 1634 prohibia el culte fins que haguessin passat cent anys de la mort de la persona. Després de la canonització d'Antoni Maria Zaccaria, en 1897, Morigia i Ferrari, cofundadors, van ser qualificats com a Nobilissimi et santissimi viri, i proclamats venerables.